# Ixodes sinensis
Ixodes sinensis är en fästingart som beskrevs av Teng 1977. Ixodes sinensis ingår i släktet Ixodes och familjen hårda fästingar. Inga underarter finns listade i Catalogue of Life.